# サエラの想いで散歩道
『サエラの想いで散歩道』（サエラのおもいでさんぽみち）は、2005年4月10日から青森放送ラジオで放送されている音楽番組である。

## 概要
パーソナリティはサエラの菊地由利子と高橋朋子。2人がリスナーからのメッセージを読んで津軽弁でトークをしたり、曲を紹介したりする。「音つむぎの先達を訪ねて」のコーナーでは、2人が日本のスタンダードナンバーになっている歌謡曲の作詞家・作曲家たちを紹介している。

## 放送時間
いずれも日本標準時。
- 日曜 11:05 - 12:00 （2005年4月10日 - 2006年7月30日）
- 日曜 11:30 - 12:00 （2006年8月6日 - 2023年3月26日）
- 日曜 9:30 - 10:00 （2023年4月2日 - ）